# Paramacrobiotus garynahi
Espèce
Synonymes
- Macrobiotus garynahi Kaczmarek, Michalczyk & Diduszko, 2005

Paramacrobiotus garynahi est une espèce de tardigrades de la famille des Macrobiotidae.

## Distribution
Cette espèce est endémique de Russie. Elle se rencontre dans la région du lac Baïkal.

## Publication originale
- Kaczmarek, Michalczyk & Diduszko, 2005 : Some tardigrades from Siberia (Russia, Baikal region) with a description of Macrobiotus garynahi sp. nov. (Eutardigrada: Macrobiotidae: richtersi group). Zootaxa, no 1053, p. 35-45.